# Tetramer
En tetramer (/ ˈtɛtrəmər /) (tetra-, "fire" + -mer, "dele") er en oligomer dannet af fire monomerer eller underenheder. Den tilhørende egenskab kaldes tetramery. 
Et eksempel fra uorganisk kemi er titanmethoxid med den kemiske formel Ti(OCH3)4, som er tetramerisk i fast tilstand og har molekyleformlen Ti4(OCH3)16.  Et eksempel fra organisk kemi er kobophenol A, et stof, der dannes ved at kombinere fire molekyler af resveratrol. 
I biokemi refererer det tilsvarende til en biomolekyle dannet af fire enheder, der er de samme (homotetramer), dvs. som i Concanavalin A eller forskellige (heterotetramer), det vil sige som i hæmoglobin. Hæmoglobin har 4 lignende underenheder, mens immunoglobuliner har 2 meget forskellige underenheder. De forskellige underenheder kan hver have deres egen aktivitet, såsom binding af biotin i avidin-tetramere, eller have en fælles biologisk egenskab, såsom den allosteriske binding af oxygen i hæmoglobin.